# Elaeodendron humbertii
Elaeodendron humbertii är en benvedsväxtart som beskrevs av Henri Perrier de la Bâthie. Elaeodendron humbertii ingår i släktet Elaeodendron och familjen Celastraceae. Inga underarter finns listade.